# Ton Pentre AFC
Ton Pentre AFC (wal.: Clwb Pêl-droed Ton Pentre , eng.: Ton Pentre Association Football Club) ist ein südwalisischer Fußballverein aus Pentre in der Grafschaft Rhondda Cynon Taf.

## Geschichte
Der heutige Tom Pentre AFC wurde im Jahr 1935 gegründet. 1993 stieg die Mannschaft in die 1. Liga auf und schaffte zweimal in Folge den 3. Platz. Damit schaffte sie die Qualifikation für den Intertoto Cup. Die vier Gruppen-
spielen wurden alle verloren (0:7, 0:4, 0:3, 0:2). In der nächsten Saison konnte mit Platz 19 der Abstieg noch vermieden worden, im darauffolgenden Jahr war der Klub am Rande der Zahlungsunfähigkeit und zog sich aus der Liga zurück. 1999 wurde der Verein Meister der Welsh Football League Division One, verzichtete aber in die 1. Liga aufzusteigen.

## Chronik 1. Liga
| Saison  | Pl: | S  | U  | N  | Tore  | Pkt. |
| ------- | --- | -- | -- | -- | ----- | ---- |
| 1993/94 | 03. | 21 | 08 | 09 | 62:37 | 71   |
| 1994/95 | 03. | 23 | 08 | 07 | 84:50 | 77   |
| 1995/96 | 19. | 08 | 16 | 16 | 46:65 | 40   |
| 1996/97 | 18. | 12 | 03 | 25 | 59:99 | 39   |